# Bazoches-sur-le-Betz

Bazoches-sur-le-Betz este o comună în departamentul Loiret din centrul Franței. În 1 ianuarie 2022 avea o populație de 968 de locuitori.